# Louis Combet
Louis Combet (1927 - 2004), hispanista y paremiólogo francés que está considerado uno de los iniciadores de la Paremiología moderna.

## Biografía
Profesor de la Universidad de Lyon, elaboró su tesis doctoral sobre el refrán castellano (Recherches sur le "refranero" castillan, 1971); realizó excelentes ediciones críticas de importantes repertorios paremiológicos españoles, como los de Gonzalo Correas (Vocabulario de refranes y frases proverbiales, 1627, editado en Burdeos: Institut d’Études Ibériques et Ibéro-americaines, 1967 (existe una edición de Louis Combet revisada por Robert Jammes y Maïté Mir-Andreu, Madrid: Ed. Castalia, 2000) y el repertorio de Hernán Núñez (Refranes o proverbios en romance, 1555; se trata de una edición crítica realizada en colaboración con Julia Sevilla Muñoz, Germán Conde Tarrío y Josep Guia. Madrid: Guillermo Blázquez, editor, 2001. También es autor de estudios sobre la función y definición de los proverbios, publicados en la revista Paremia. Colaboró con esta revista desde 1993 con sus trabajos y como miembro del Comité Editorial. Dedicó bastantes años a estudiar a Cervantes y su obra; escribió Cervantès ou Les incertitudes du désir: une approche psychostructurale de l'oeuvre de Cervantés (Lyon: Presses Universitaires de Lyon, 1980). Tradujo al francés Fuenteovejuna de Lope de Vega (1992). Su magnífica biblioteca privada, especializada en el Siglo de Oro español, en Cervantes y en Paremiología, fue legada gran parte, tras su muerte, al Instituto Cervantes de Lyon; se encuentra en una sala especial.
Louis Combet está considerado uno de los iniciadores de la Paremiología moderna. Su obra es punto de referencia obligado para los paremiólogos, en especial para los paremiólogos que tienen como lengua de trabajo el español.